# Інцидент з Мухаммадом Ад-Дурра
Інцидент з Мухаммадом аль-Дурра — подія, що мала місце в Секторі Гази 30 вересня 2000 року. Вона сталася на другий день другої інтифади на тлі широкомасштабних заворушень на всій території палестинської автономії. 2 цивільних мешканців-мусульман, Джамал аль-Дурра та його 12-річний син Мухаммад, потрапили в об'єктив телекамери Талала Абу Рахми, палестинського позаштатного кінооператора телеканалу «France 2». Опинившись під перехресним вогнем між ізраїльськими солдатами з палестинськими силами безпеки, вони спробували сховатися за бетонною бочкою. Відзнятий матеріал, який триває трохи більше хвилини, демонструє хлопчика та його батька, який ховає сина від куль. Підліток плаче, а тато в свою чергу розмахує руками. Після автоматної черги піднімається хмара пилу, а після того, як вона осідає, стає видно, що Мухаммад лежить біля ніг свого батька.
Ролик інциденту, тривалістю 59 секунд, вийшов на французькому телебаченні із закадровим голосом Шарля Ендерліна, керівника ізраїльського бюро телеканалу «France 2». Сам Ендерлін не був особистим свідком згаданих подій, але, отримавши по телефону інформацію від оператора, назвав батька і сина аль-Дурра «вогневими цілями ізраїльських позицій» і повідомив глядачам про загибель хлопчика. Після емоційних громадських похорон, в усьому арабському та мусульманському світі Мухаммада проголосили мучеником.
В подальшому деякі коментатори висловлювали сумніви у точності й об'єктивності репортажу. Армія оборони Ізраїлю (ЦАХАЛ) відразу взяла на себе відповідальність. Ізраїль вибачився за смерть підлітка, але потім спростував даний факт, коли розслідування дійшло до висновку, що ЦАХАЛ, ймовірно, не стріляв, а хлопчик, швидше за все, був убитий палестинським вогнем. Троє відомих французьких журналістів, які ознайомились із необробленим матеріалом, зазначили, що не можна зробити чіткий висновок про смерть Мухаммада саме під час інциденту. Вони також додали, що телеканал «France 2» вирізав кілька останніх секунд зйомки, на яких, хоч і не чітко, але, тим не менш, видно, як хлопчик піднімає руку зі свого обличчя. У 2005 році редактор новин цього ж каналу також заявив, що не можна з упевненістю сказати, хто саме стріляв по батькові і синові аль-Дурра. Директор прес-служби ізраїльського уряду пішов далі і назвав весь інцидент зі стріляниною палестинським «інсценуванням». Джамал аль-Дурра та Шарль Ендерлін спростували заяви та закликали до проведення незалежного міжнародного розслідування.
Для ізраїльського суспільства та єврейських громад по всьому світу обвинувальні твердження палестинців стали сучасним «кривавим наклепом» — антисемітським звинуваченням євреїв у дитячих жертвопринесеннях, що бере корені в давнині. Американський журналіст Джеймс Феллоуз зазначає, що навряд чи коли-небудь з'явиться версія зйомки інциденту, яка з точки зору правдоподібності буде прийнятною для обох сторін конфлікту. Шарль Ендерлін назвав це явище «культурологічною призмою» — тобто таким явищем, в якому аудиторія й глядачі бачать те, що хочуть побачити.

## Передумови

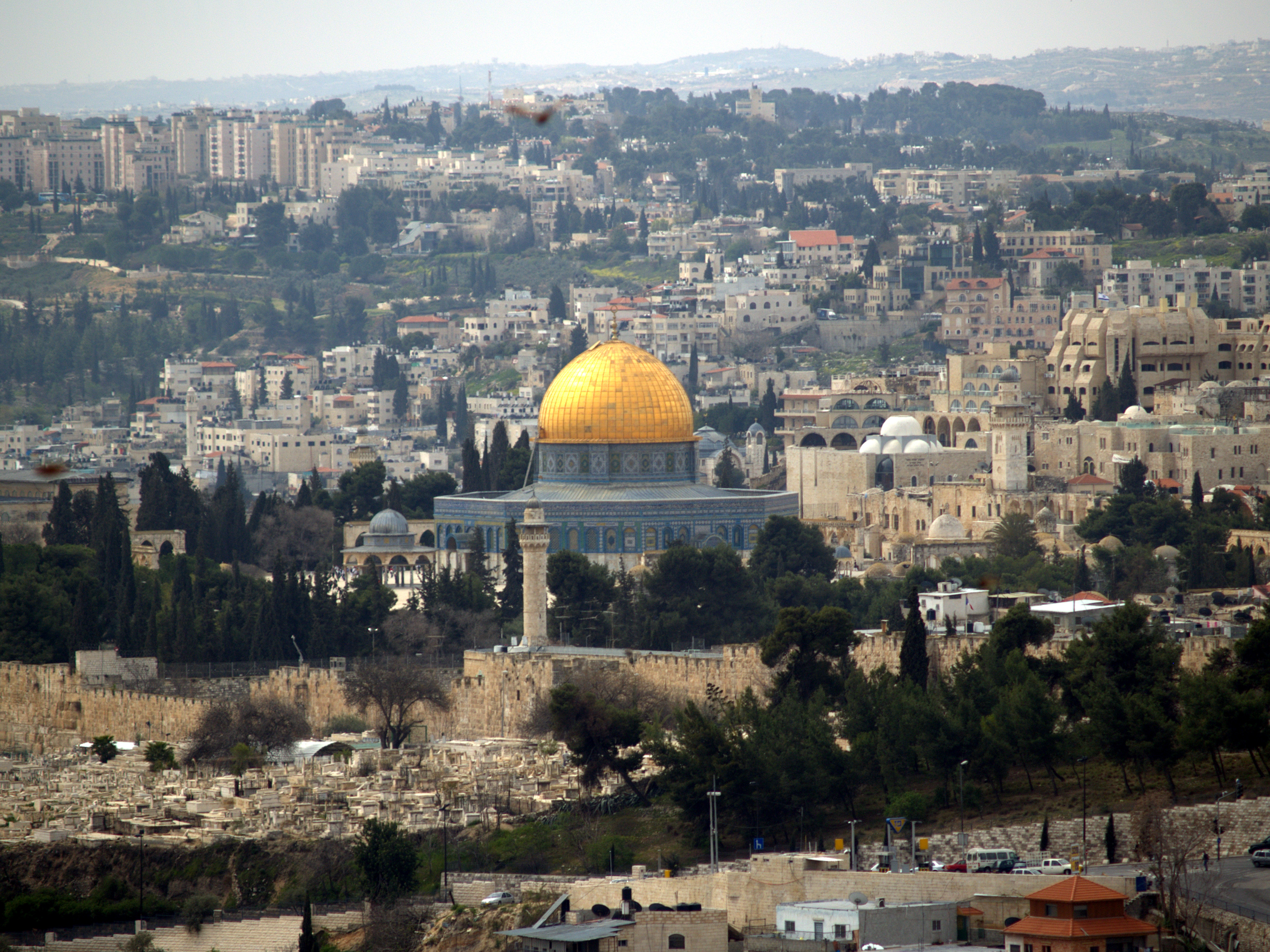
Храмова гора в Єрусалимі

28 вересня 2000 року, тобто за 2 дні до інциденту, ізраїльський політик, тодішній лідер опозиції Аріель Шарон відвідав священну для юдеїв та мусульман Храмову гору, розташовану в Старому місті. Араби оголосили візит політика «провокацією» і використали його як привід для стихійних протестів. Невдовзі виступи палестинців переросли в широкомасштабне насильство на всій території Західного берега річки Йордан і Сектора Гази. Заворушення у палестинській автономії отримали назву Друга інтифада. Вона тривала близько чотирьох років і забрала життя майже 4 000 осіб, з яких 3 000 були палестинцями.
Перехрестя Нецарім, де відбулась стрільба, також відоме серед місцевих мешканців як перехрестя аль-Шохада (мучеників). Воно розташоване на вулиці Саладіна, у кількох кілометрах на південь від міста Газа. Джерелом конфлікту на перехресті слугувало прилегле поселення Нецарім, в якому до виходу Ізраїлю з Гази у 2005 році проживало 60 єврейських родин. Щоразу, коли поселенці приїжджали чи виїжджали з населеного пункту, їх супроводжував військовий ескорт. На підході до поселення ізраїльські армійці розмістили охоронний форпост Magen-3, оскільки палестинці здійснювали численні напади на євреїв.

## Учасники подій

### Джамал та Мухаммад аль-Дурра

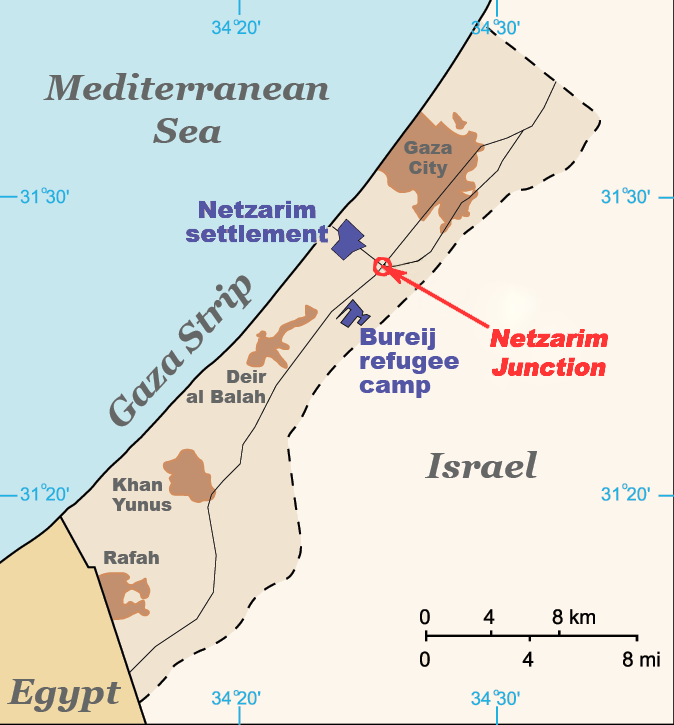
Табір біженців Бурейдж, поселення Нецарім, перехрестя Нецарім

Джамал аль-Дурра народився в 1966 році, до інциденту працював теслею та домашнім маляром. Отримані ним під час стрільби травми змусили змінити професію, з того часу він працює водієм вантажівки. Він і його дружина Амаль проживають у таборі UNRWA для біженців «Бурейдж» в Секторі Гази. Станом на 2013 рік їхня сім'я нараховує 10 дітей: 4 доньок і 6 синів.
До відомого на весь світ інциденту Джамал впродовж 20 років працював на ізраїльського підрядника Моше Тамама. Ізраїльська писателька Хелен Шарі Мотро познайомилась з ним коли найняла його, щоб допомогти побудувати свій будинок. У 2000 році вона написала про цю подію наступне: Джамал прокинувся о 3:30, щоб встигнути на автобус в пункті перетину кордону який відходив о четвертій годині ранку, потім йому треба було сісти на наступний автобус з Гази, для того щоб бути на роботі о шостій. Кордон був закритий в день інциденту через заворушення, тому Джамал не потрапив на роботу. Мухаммад (араб. محمد الدرة, народився в 1988 та був у п'ятому класі, але його школа була закрита того дня через протести. Його мати каже, що він спостерігав за безладами по телевізору та спитав її, чи може він приєднатися до заворушень. Батько і син вирішили замість цього піти на автомобільний аукціон, це згідно інтерв'ю, яке Джамал дав Абу Рахма в лікарні наступного дня після зйомки.

### Чарльз Ендерлін
Чарльз Ендерлін народився в 1945 році в Парижі. Він (єврей за походженням) переїхав до Єрусалиму в 1968 році, де став ізраїльським громадянином. Почав журналістську кар'єру в 1971 році та після вивчення кіно та телебачення почав працювати на телеканалі "Франція 2" в 1981 році. В 1990 році Чарльз став головним журналістом в Ізраїльському бюро. Він є автором кількох книг про Близький Схід, він користується повагою у французького істеблішменту. Одружений з Деніел Крігель, дочкою історика Енні Крігель та двоюрідного брата філософа Бландін Крігель, колишнього помічника президента Жака Ширака. Під час оскарження в 2006 році він виступив проти Філіпа Карсенті, який стверджував, що інцидент був поставлений протестуючими, натомість Ендерлін представив лист від Ширака, в якому Ширак писав красивою мовою про вірність твердження Ендерліна. У серпні 2009 року Чарльз Ендерлін був нагороджений вищою нагородою Франції, орденом Почесного легіону. Журналіст Анна-Елізабет Муті пише, що висвітлення Ендерліном Ізраїльсько-Палестинського конфлікту регулярно критикують в Ізраїлі. Чарльз Ендерлін не тільки зробив серію документальних фільмів про "Акорди Осло"  та переговори Кемп-Девід 2000, він також запросив сторони провести мирні дискусії в бюро телеканалу "Франція 2", обравши бюро як нейтральну територію. Критика досягла апогею в 2008 році, коли Ізраільській юридичний центр безуспішно просив суд скасувати його Ізраїльську акредитацію. Так само як Талал Абу Рахма, Ендерлін висловив здивування з приводу твердження, що стрілянина була сфальшована.

### Талал Абу Рахма
Талал Хасан Абу Рахма, жив у Газі та працював позаштатнийом оператором для каналу "Франція 2" з 1988 року. Заснував власну прес-службу, Національний Центр новин в Газі та співробітничав з CNN через прес-службу Аль-Ватанія. Навчався управлінню бізнесом в США, був членом правління Асоціації палестинських журналістів. Він виграв безліч нагород за висвітлення історії аль-Дурра, включаючи Рорі Пек премію в 2001 році, хоча Ізраїльські військові зупинили його від подорожі в Лондон, щоб отримати нагороду з міркувань безпеки. Кореспондент каналу "Франція 2", Жерар Грізбек, писав у 2008 році, що Абу Рахма ніколи не був членом палестинської політичної групи, двічі був заарештований палестинською поліцією за фотографії, які не відповідають баченню Ясіра Арафата і ніколи не був звинувачений в порушенні правил безпеки з боку Ізраїлю. Даніель Матрос, директор Ізраїльської прес-служби уряду, 23 вересня 2007 звинуватив Абу Рахма в «систематичній постановці сцен", з посиланням на кадри аль-Дурра. "Я професійний журналіст", сказав Абу Рахма у 2001 році. "Я ніколи б це не робив. Я ніколи не буду використовувати журналістику для чогось... тому що журналістика моя релігія. Журналістика - це моя національність. Навіть журналістика - це моя мова!"

## Перехрестя Нецарім
Перехрестя Нецарім, перехрестя двох доріг під прямим кутом локально відомим, як аль-Шохада. Перехрестя мучеників-палестинців, які померли в цьому місці в зіткненнях з ізраїльськими солдатами, перехрестя знаходиться в кількох кілометрах на південь від міста Газа (31°27′54″ пн. ш. 34°25′36″ сх. д. / 31.465129° пн. ш. 34.426689° сх. д.). Тут також знаходиться ізраїльський військовий форпост Маген-3. Він охороняв підхід до сусіднього поселення Нецарім. До 2005 року в поселені мешкало 60 ізраїльських сімей; вхід та вихід в поселення здійснювалася тільки за участі військового конвою. У 2005 році сім'ї були виведені з поселення. Маген-3 знаходиться в правому нижньому/північно-західному квадранті разом із покинутим складом та двома шестиповерховими будівлями, відомими як «близнюки». В день інциденту Рош Гашана, єврейський Новий рік, форпост був укомплектований 18 ізраїльськими солдатами з бригади Гіваті саперного взводу та батальйону Херев. По діагоналі через дорогу від позиції ЦАХАЛа, у верхньому лівому квадранті, був невеликий будинок в якому знаходився палестинський поліцейський пост під командуванням бригадного генерала Усами аль-Алі, члена Національної ради Палестини. Перед постом був тротуар та бетонна стіна. Це була стіна біля якої ховалися Джамал і Мухаммед. Права верхня та ліва нижня частини перехрестя складалися з вільних земель. Згідно з коментаторами, такими як Джеймс Фаллоус в Atlantic в 2003 році та діаграмами, підготовленим в 2008 році французьким експертом балістики — в нижньому лівому секторі міститься кругла брудна берма, відома локально як "Піта", тому що вона виглядала як хліб. Фаллоус пише, що група одягнених у форму палестинських поліцейських стояли на піті, вони були озброєні автоматами. Розташування піти не згадується в діаграмі зробленою оператором каналу "Франція 2", який позначив цю позицію як «Fields» (поля).

### Представники засобів масової інформації та демонстранти
Абу Рахма стверджував, що палестинські демонстранти почали збиратися починаючи з сьомої години ранку 30 вересня 2000 року, кидаючи каміння та пляшки із запальною сумішшю у бік ізраїльських військових, на що солдати ЦАХАЛу відповідали пострілами з гумових куль і сльозоточивим газом. Кілька операторів перебували в той час на місці зіткнень, у тому числі з Reuters і Associated Press, обидва засняли моменти, що показують аль-Дурра, проте вирішальний момент відеозйомки був знятий тільки на телекамеру Абу Рахма.
Джеймс Фаллоус пише про те, що на НЕвідредагованих кадрах відеозйомок цих телеоператорів видно зіткнення, в які залучені кілька сотень протестувальників. Видно, як групи молодих людей прогулюються, жартують, сидять і курять. Інші сцени, відзняті операторами, показують цих же самих людей кричущими, жбурляючими каміння та пляшки із запальною сумішшю. Деякі з них бігають, розмахуючи палестинським прапором і намагаються зірвати ізраїльський прапор. Деякі з них озброєні пістолетами і автоматичною стрілецькою зброєю, також як і палестинські поліцейські. На відеозйомках іноді чутні постріли. На деяких кадрах видно, як демонстранти присідають і нагинаються, ніби шукаючи прихисток, хоча в той же самий час інші демонстранти стоять поруч та продовжують розмовляти і курити. Також видно, як один з протестуючих демонстрантів падає і хапає свою ногу руками, створюючи видимість отримання ним вогнепального поранення і майже відразу ж з'являється машина швидкої допомоги, яка забирає постраждалого. Фаллоус пише про те, що однією з відеокамер було знято момент, коли лікарі кладуть чоловіка в машину швидкої допомоги, проте на відеозйомках, зроблених іншим телеоператором, видно цей же самий чоловік, що вистрибує з машини швидкої допомоги через кілька хвилин після його «госпіталізації». На деяких відеокадрах видно дим, що йде з М16 ізраїльських військовослужбовців. Представник уряду Ізраїлю стверджував, що у ізраїльських солдат був наказ не застосовувати бойові патрони у відповідь на камені або інші предмети, а стріляти справжніми кулями тільки у відповідь на стрілянину бойовими кулями з боку палестинців. Якого-небудь явного зв'язку між численними сценами і відеокадрами не можна простежити, і більш-менш логічну послідовність, на думку Джеймса Фаллоуса, всі ці сцени і відеоматеріали набувають тільки після компоновки, обробки та верстки.
Частина коментаторів не приховує, що частка акторства і розіграшу з боку палестинців того дня була присутня. Деніс Жембар (редактор L'Express) та Деніел Леконт розповіли про те, що офіційний представник телеканалу Франція 2 сказав їм: «Ви знаєте, це завжди так». Ендерлін відповів, що тільки тому, що сцени розігруються на камеру не означає, що вони не реальні.

## Доповідь про інцидент
Після аукціону з продажу автомобілів Джамал і Мухаммад взяли таксі і поїхали додому. За даними журналу Time, до перехрестя Нецарім вони дісталися приблизно полудня, хоча цей часовий проміжок був підданий сумніву. Абу Рахма каже, що "інтенсивна стрілянина" почалася близько полудня і в цей час його увага була звернена на Джамала та Мухаммада які знаходилися поруч з Шамсом Оуду, кінооператором Reuters, який на деякий проміжок часу сховався поруч з ними за бетонним циліндром. Джеймс Фаллоус пише, що Джамал і Мухаммад аль-Дурра вперше з'являються на відеокадрах зйомки інциденту близько 3 години дня місцевого часу (GMT+3), також звіт Ендерліна каже, що стрілянина почалася о третій годині. Ці розбіжності не були вирішені.
Коли Абу Рахма побачив демонстрантів, таксист відмовився їхати далі, або був зупинений поліцейським. Унаслідок цього Джамал і Мухаммад збиралися перетнути перехрестя пішки, палестинські бойовики почали стріляти в ізраїльських солдатів, і ізраїльтяни відкрили вогонь у відповідь. Вони чекали поки вогонь не припинився, після чого перейшли дорогу. Стрілянина почалася знову, Джамал, Мухаммад та Оуду, оператор Reuters, заховалися біля бетонної стіни в лівому верхньому/південно-східному квадранті перехрестя, по діагоналі від ізраїльського форпосту. Вони ховалися за три фути заввишки (0,91 м) бетонним циліндром, який лежав біля стіни як прикриття. Великий камінь знаходився на верхній частині циліндра. Оператор Reuters пізніше відійшов, і Джамал і Мухаммад залишилися там самі.

### Стрілянина та повідомлення про інцидент телеканалом Франція 2
Абу Рахма був єдиним телеоператором, на відеокамеру якого був знятий сам інцидент. У своєму офіційному письмовому поясненні того, що він спостерігав під час інциденту, даному ним 3 жовтня 2000 року він під присягою поклявся, що знімав на свою відеокамеру 27 хвилин інциденту, який тривав, за його словами, 45 хвилин. Приблизно 64 секунд цієї відеозйомки у фокусі відеокамери знаходяться Джамал і Мухаммад. Для новинного репортажу цей 64-х секундний відрізок зйомки з батьком та сином аль-Дурра був відредагований і зменшений до 59 секунд; потім Чарльз Ендерлін додав свій закадровий коментар. На кадрах відеозйомки спостерігаються Джамал та Мухаммад, які пригнулись ховаючись за бетонним циліндром, дитина кричить, а батько закриває його. Можна побачити, як Джамал махає рукою в напрямку ізраїльського посту а також, здається, кричить щось у напрямку знімаючого його телеоператора. Потім несподівана вогнестрільна черга і відеокамера втрачає фокус. Коли стрілянина вщухає, можна побачити, як Джамал сидить, а Мухаммад лежить у нього в ногах.
Машини швидкої допомоги відразу прибути на місце трагедії не змогли, так як затрималися через стрілянину. Бассам аль-Більбеісі, водій першої машини швидкої допомоги, не зміг прибути, він як повідомляється, був застрелений разом із палестинським водієм джипа. За твердженнями Абу Рахма, Мухаммад аль-Дурра лежав і стікав кров'ю протягом 17 хвилин, поки його не підібрала машина швидкої допомоги, проте даний момент не був знятий ні на одну з відеокамер. Хлопчик і його батько в кінцевому рахунку були доставлені в найближчу лікарню Аль-Шифа в місті Газа. Талал Абу Рахма подзвонив в лікарню, де йому повідомили про три тіла які були доставлені в лікарню: водія джипа, водій швидкої допомоги та хлопчик, який був спочатку названий Рамі аль-Дурра. Деяка невизначеність і плутанина в послідовності розвитку подій залишаються і донині.
Ці 59 секунд відеоматеріалу були вперше показані в вечірніх новинах Франція 2 о 8:00 вечора за місцевим часом (GMT +2), після чого Франція 2 розповсюдила кілька хвилин сирого невідредагованого матеріалу по всьому світу безкоштовно. Закадровий голос Ендерліна казав:

### Травми Джамала і Мухаммада, похорон
Повідомляється, що Мухаммад отримав множинні вогнепальні поранення. Журнал Time повідомив, що смертельною виявилася рана в живіт, це також підтверджує патологоанатом Доктор Абед Ель-Разек Ель-Масрі, який сказав, що кишечник хлопчика був виключений. Посмертні фотографії Мухаммада з зображенням тіла з травмами живота, зроблені патологоанатомом, були продемонстровані французьким каналом Canal+ в 2008 році. Під час емоційного громадського похорону в таборі біженців Бурейдж того дня, хлопчик був загорнутий в палестинський прапор і похований до заходу сонця, відповідно до мусульманських традицій.
Повідомляється, що в Джамала потрапили кілька куль, деякі з яких були вилучені з його руки та тазу. Доктор Ахмед Гаділ з лікарні Аш-Шифа казав, що Джамал отримав множинні поранення від куль високої швидкості в правий лікоть та праве стегно та в кілька місць у нижній частині обох ніг; його стегнова артерія також була розірвана. Талал Абу Рахма зняв Джамала для каналу "Франція 2" в лікарні наступного дня після інциденту. Доктор Гаділ також дав інтерв'ю, показуючи рентгенівські знімки правого ліктя та правого таза Джамала. Ізраїльський роботодавець Джамала запропонував йому пройти лікування в ізраїльській клініці, але палестинська влада або сам Джамал відхилив цю пропозицію. Він був доставлений в медичний центр короля Хусейна в Аммані, Йорданія, де його відвідав король Абдулла. Доктора сказали, що його (Джамала) права рука залишиться назавжди паралізованою. Характер його травм і пошкоджень пізніше (2007 рік) був підданий сумніву ізраїльським лікарем.

### Версія Талала Абу Рахма
Свої твердження про те, що солдати ЦАХАЛа застрелили хлопчика, Ендерлін бузував на свідченнях телеоператора телеканалу Франція 2 — Абу Рахма. Газета The Guardian цитуючи Абу Рахма про ЦАХАЛ: «Вони були націлені на хлопчика, і це те, що мене здивувало, так, тому що вони стріляли в нього не тільки один раз, а багато разів». Абу Рахма також заявив, що стрілянина велася з форпосту палестинських національних сили безпеки на південь від перехрестя, в бік де ховалися Джамал і Мухаммад. Абу Рахма наголосив, що в момент коли Мухаммад був поранений вогонь з форпосту не вівся. Ізраїльська сторона вела вогонь в сторону палестинського форпосту, сказав Абу Рахма. Також був ще один палестинський форпост в 30 метрах. Він сказав, що його увага була звернена на дитину поруч з  Шамсом Оуду, фотографом Reuters, який на деякий час присів поруч Джамала і Мухаммеда за циліндром. Про це Абу Рахма сказав Національному громадському Радіо 1 жовтня 2000 року:
... Я побачив хлопчика, який отримав поранення в ногу, його батько благав про допомогу. Тоді я бачив, як батько хлопчика отримав поранення в руку. Батько звав машину швидкої допомоги, щоб та допомогла йому, бо він міг бачити ці машини. Я не бачив швидкої... Я був не далеко від них (Джамал і Мухаммад), десь на відстані 15—17 метрів. Але батько так і не викликав швидку, розмахуючи до них руками. Він подивився на мене і сказав: "Допоможи мені". Я сказав: "Я не можу, я не можу допомогти вам." Стрілянина до цього була дійсно важка... Це був дощ куль, протягом більш ніж 45 хвилин. Тоді щось трапилося, я почув "бум!" Здійнялася пилюка. Я подивився на хлопчика, я зняв хлопчика, лежачи на колінах у батька, батько був поранений, в нього паморочилася голова. Я сказав: "О, мій бог, хлопчика вбили, хлопчика вбили," я кричав, що я божеволію. Поки я знімав, хлопчика вбили...
Через годину після того, як аль-Дурра були евакуйовані на машині швидкої допомоги, Абу Рахма вдалося втекти з місця події. У 2002 році Аюу Рахма розповів німецькому журналісту Естеру Шапіра, що він ховався за білим мінівеном під час зйомок. Через 15 хвилин після закінчення стрілянини він відчув, що вже безпечно їхати і він поїхав у свою студію в Газі, щоб надіслати відзнятий матеріал через супутник в бюро каналу "Франція 2" в Єрусалимі, де Ендерлін подивився відзнятий матеріал і склав свою доповідь. Абу Рахма офіційно поклявся 3 жовтня 2000 року, що ізраїльські солдати застрелили хлопчика холоднокровно: "Я можу стверджувати, що стрілянина у дитину Мохаммада і його батько Джамала велася з вищезгаданого ізраїльського військового форпосту, тому що це було єдине місце, з якого було можливо влучити у дитину і батька. Таким чином, за логікою і природою, мій багаторічний досвід у висвітленні гарячих інцидентів і запеклих зіткненнь, також моя здатність розрізняти звуки пострілів, я можу підтвердити, що дитину навмисно і холоднокровно застрелили, а його батько поранили солдати ізраїльської армії". Ці свідчення під присягою, були ппередані Палестинському центру з прав людини в Газі та підписані оператором у присутності Раджі Сурані, адвокат з прав людини. Директор зі зв'язків з громадськістю (директор комунікацій) телеканалу Франція 2, Христина Делавеннат, пізніше сказала, що Абу Рахма заперечував факт того, що він звинуватив ізраїльську армію в безжальному розстрілі хлопчика, і що ці конкретно слова були помилково приписані йому.

### Позиція Ізраїля

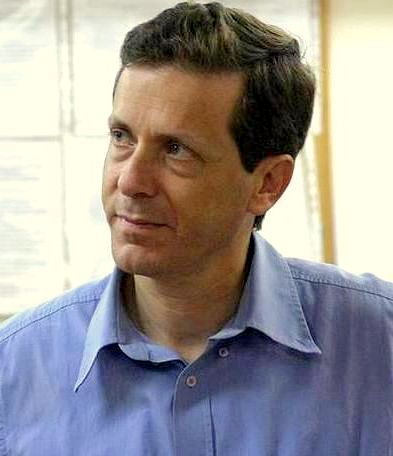
Іцхак Герцоґ, Ізраїльський секретар кабінету міністрів, заявив, що палестинські поліцейські могли врятувати хлопчика.

Позиція уряду Ізраїля та ЦАХАЛу згодом змінилася: від визнання своєї відповідальності за інцидент зі стріляниною по батькові і синові аль-Дурра в жовтні 2000 року до офіційного відкликання цього визнання у вересні 2007 року. Коли Ендерлін зв'язався з представниками ЦАХАЛа напередодні виходу в ефір свого репортажу, першою реакцією ЦАХАЛа були слова про те, що палестинці «цинічно використовують жінок і дітей» — але Ендерлін вирішив в ефір ці слова не випускати. Наступного дня після інциденту ЦАХАЛ зробив заяву про неможливість визначення джерела стрільби по батькові і синові аль-Дурра. 3 жовтня 2000 начальник оперативного відділу ЦАХАЛ, генерал-майор Гійора Ейланд заявив про те, що постріли, можливо, були зроблені ізраїльськими солдатами, так як у них не було чіткого огляду позицій, так як вони стріляли з маленьких отворов у стіні. Молодший лейтенант Ідан Куріс і підполковник батальйону Херев Нізар Ферес заявили про те, що вони не знають хто вбив хлопчика і сказали, що з ізраїльських позицій його ніхто не бачив. Міністр Ісаак Херцог заявив про те, що палестинські сили безпеки могли б втрутитися в події. «Якби Палестинські поліцейські хотіли б врятувати хлопчика», сказав він в інтерв'ю британській телекомпанії BBC, «вони могли б вийти на місце інциденту і сказати" Зупиніть вогонь "... і цим врятувати дитині життя». За його словами, ізраїльтяни намагалися поговорити з палестинськими командирами протягом кількох годин.
Наприкінці жовтня 2000 була створена комісія під руководством генерала Саміа, яка прийшла до висновку, що ЦАХАЛ не є відповідальним за стрілянину по батькові і синові аль-Дурра. Висновок комісії не був опублікований в пресі, проте його було представлено в 2001 році раднику прем'єр-міністра Ізраїлю у зв'язках з іноземними ЗМІ Ра'анану Гиссин і Даніелю Сіман, директору офісу прес-служби ізраїльського уряду. Гиссин і Сіман публічно почали піддавати сумніву чесність телеканалу Франція 2. У 2005 році генерал-майор Ейланд публічно відкликав визнання ізраїльською армією своєї відповідальності за інцидент зі стріляниною по батькові і синові аль-Дурра, а у вересні 2007 року заяву офісу прес-служби уряду Ізраїля, яка підтверджує дане відкликання відповідальності за інцидент, було схвалено офісом прем'єр-міністра Ізраїлю. Сіман пише, що це було зроблено, принаймні частково, тому що небажання Ізраїля підтримати Філіпа Карсенті в наклепі каналом Франція 2 призвело проти нього — на основі небажання втручатися в юридичні процеси іншої держави — було б неправильно інтерпретовано як перевірку звіту каналу Франція 2.

## Суперечності

### Загальний огляд
Разом з версією про те, що причиною загибелі хлопчика виявилася стрільба ізраїльських військовослужбовців, з'явилися ще дві альтернативні теорії, відомі як "мінімалістська" та "максималістська". "Мінімалістська" — палестинський обстріл став причиною смерті Мухаммада, або, що ніхто не знає, хто це зробив. "Максималистська" — інцидент був створений палестинцями в пропагандистських цілях, Ендерлін цього не знав, також хлопчик не міг бути мертвим взагалі, чи, можливо, був вбитим в рамках інсценування.